# Батлер, Терри
Терри Батлер (англ. Terry Butler, род. 10 ноября 1967, Тампа, Флорида) — американский бас-гитарист, известный как участник групп Obituary и Six Feet Under, также был участником групп Massacre и Death, в составе последней Батлер отметился участием в записи альбома Spiritual Healing.

## Дискография
Six Feet Under
- Haunted (1995)
- Alive and Dead (1996)
- Warpath (1997)
- Maximum Violence (1999)
- Graveyard Classics (2000)
- True Carnage (2001)
- Bringer of Blood (2003)
- Graveyard Classics 2 (2004)
- 13 (2005)
- Commandment (2007)
- Death Rituals (2008)
- Graveyard Classics 3 (2010)

Massacre
- From Beyond (1991)
- Inhuman Condition (1992)
- Back from Beyond (2014)

Death
- Spiritual Healing (1990)

Obituary
- Inked in Blood (2014)
- Obituary (2017)
- Dying of Everything (2023)